# Ketsumeishi
Ketsumeishi (jap. ケツメイシ) ist eine japanische J-Pop- und Hip-Hop-Band, die 1993 gegründet wurde.

## Geschichte
Ketsumeishi ist in ihrer momentanen Besetzung seit 1996 aktiv. Der Name der Gruppe leitet sich von dem Heilkraut Senna obtusifolia ab, das in China seit der Antike als Abführmittel verwendet wird. Der erste öffentliche Auftritt der Gruppe fand im Rahmen einer Werbung für Toyota-Motors statt.
Die Single Sakura, die im Jahr 2005 bis auf Platz 2 in den japanischen Jahrescharts kletterte, wurde unter anderem in dem japanischen Musikvideospiel Taiko no Tatsujin verwendet.

## Diskografie

### Studioalben
| Jahr | Titel                             | Höchstplatzierung, Gesamtwochen, AuszeichnungChartsChartplatzierungen (Jahr, Titel, Platzierungen, Wochen, Auszeichnungen, Anmerkungen) | Anmerkungen                             |
| Jahr | Titel                             | JP | Anmerkungen                             |
| ---- | --------------------------------- | --- | --------------------------------------- |
| 2000 | Ketsunopolis (ケツノポリス)       | JP27 (85 Wo.)JP | Erstveröffentlichung: 20. Dezember 2000 |
| 2002 | Ketsunopolis 2 (ケツノポリス2)    | JP1 Platin · (156 Wo.)JP | Erstveröffentlichung: 3. April 2002     |
| 2003 | Ketsunopolis 3 (ケツノポリス3)    | JP1 Diamant · (151 Wo.)JP | Erstveröffentlichung: 1. Oktober 2003   |
| 2005 | Ketsunopolis 4 (ケツノポリス4)    | JP1 ×2Doppeldiamant · (101 Wo.)JP | Erstveröffentlichung: 29. Juni 2005     |
| 2007 | Ketsunopolis 5 (ケツノポリス5)    | JP1 ×3Dreifachplatin · (37 Wo.)JP | Erstveröffentlichung: 29. August 2007   |
| 2008 | Ketsunopolis 6 (ケツノポリス6)    | JP3 ×2Doppelplatin · (17 Wo.)JP | Erstveröffentlichung: 25. Juni 2008     |
| 2011 | Ketsunopolis 7 (ケツノポリス7)    | JP1 Platin · (27 Wo.)JP | Erstveröffentlichung: 16. März 2011     |
| 2012 | Ketsunopolis 8 (ケツノポリス8)    | JP4 Gold · (29 Wo.)JP | Erstveröffentlichung: 12. Dezember 2012 |
| 2014 | Ketsunopolis 9 (ケツノポリス9)    | JP2 Gold · (21 Wo.)JP | Erstveröffentlichung: 23. Juli 2014     |
| 2016 | Ketsunopolis 10 (ケツノポリス10)  | JP2 Gold · (38 Wo.)JP | Erstveröffentlichung: 26. Oktober 2016  |
| 2018 | Ketsunopolis 11 (ケツノポリス11)  | JP1 (22 Wo.)JP | Erstveröffentlichung: 24. Oktober 2018  |
| 2021 | ケツノパラダイス                  | JP3 (30 Wo.)JP | Erstveröffentlichung: 31. März 2021     |
| 2021 | Ketsunopolis 12 (ケツノポリス 12) | JP3 (24 Wo.)JP | Erstveröffentlichung: 1. Dezember 2021  |
| 2024 | Ketsunopolis 13 (ケツノポリス 13) | JP3 (20 Wo.)JP | Erstveröffentlichung: 31. Januar 2024   |

### Kompilationen
| Jahr | Titel                                                            | Höchstplatzierung, Gesamtwochen, AuszeichnungChartsChartplatzierungen (Jahr, Titel, Platzierungen, Wochen, Auszeichnungen, Anmerkungen) | Anmerkungen                             |
| Jahr | Titel                                                            | JP | Anmerkungen                             |
| ---- | ---------------------------------------------------------------- | --- | --------------------------------------- |
| 2000 | Ketsu no Arashi (Haru Best) / Spring Best (ケツの嵐 〜春Best〜)  | JP2 Gold · (20 Wo.)JP | Erstveröffentlichung: 21. Dezember 2011 |
| 2000 | Ketsu no Arashi (Natsu Best) / Summer Best (ケツの嵐 〜夏Best〜) | JP4 Gold · (26 Wo.)JP | Erstveröffentlichung: 21. Dezember 2011 |
| 2000 | Ketsu no Arashi (Aki Best) / Autumn Best (ケツの嵐 〜秋Best〜)   | JP5 Gold · (11 Wo.)JP | Erstveröffentlichung: 21. Dezember 2011 |
| 2000 | Ketsu no Arashi (Fuyu Best) / Winter Best (ケツの嵐 〜冬Best〜)  | JP3 Gold · (11 Wo.)JP | Erstveröffentlichung: 21. Dezember 2011 |

### Singles
| Jahr | Titel Album                                                     | Höchstplatzierung, Gesamtwochen, AuszeichnungChartsChartplatzierungen (Jahr, Titel, Album, Platzierungen, Wochen, Auszeichnungen, Anmerkungen) | Anmerkungen                              |
| Jahr | Titel Album                                                     | JP | Anmerkungen                              |
| ---- | --------------------------------------------------------------- | --- | ---------------------------------------- |
| 1999 | Kotchi Oide (こっちおいで) –                                    | — | Erstveröffentlichung: 15. Dezember 1999  |
| 2000 | Shinseikatsu (新生活) –                                         | — | Erstveröffentlichung: 25. April 2000     |
| 2000 | Umi (海) –                                                      | — | Erstveröffentlichung: 20. Juli 2000      |
| 2001 | Familiar (ファミリア) –                                         | JP36 (6 Wo.)JP | Erstveröffentlichung: 25. April 2001     |
| 2001 | Yoru☆Kaze (よる☆かぜ) –                                         | JP18 (10 Wo.)JP | Erstveröffentlichung: 27. Juni 2001      |
| 2001 | Tegami (手紙) –                                                 | JP14 (11 Wo.)JP | Erstveröffentlichung: 24. Oktober 2001   |
| 2002 | Tomodachi (トモダチ) –                                          | JP5 Gold · (13 Wo.)JP | Erstveröffentlichung: 20. Februar 2002   |
| 2002 | Kachō fūgetsu (花鳥風月) –                                      | JP4 Gold · (18 Wo.)JP | Erstveröffentlichung: 26. September 2002 |
| 2003 | Hajimari no Aizu (はじまりの合図) –                             | JP2 Gold · (10 Wo.)JP | Erstveröffentlichung: 8. Januar 2003     |
| 2003 | Natsu no Omoide (夏の思い出) –                                  | JP3 Platin · (32 Wo.)JP | Erstveröffentlichung: 16. Juli 2003      |
| 2003 | Taiyō (太陽) –                                                  | JP4 Gold · (7 Wo.)JP | Erstveröffentlichung: 20. August 2003    |
| 2004 | Namida (涙) –                                                   | JP2 Platin · (51 Wo.)JP | Erstveröffentlichung: 21. April 2004     |
| 2004 | Kimi ni BUMP (君にBUMP) –                                       | JP2 Platin · (38 Wo.)JP | Erstveröffentlichung: 28. Juli 2004      |
| 2005 | Sakura (さくら) –                                               | JP1 ×3Dreifachplatin · (54 Wo.)JP | Erstveröffentlichung: 16. Februar 2005   |
| 2006 | Tabiudo (旅人) –                                                | JP1 Platin · (16 Wo.)JP | Erstveröffentlichung: 26. April 2006     |
| 2006 | Danjo 6-nin Natsu Monogatari (男女6人夏物語) –                  | JP3 Platin · (8 Wo.)JP | Erstveröffentlichung: 19. Juli 2006      |
| 2007 | Train (トレイン) –                                              | JP3 Gold · (15 Wo.)JP | Erstveröffentlichung: 11. April 2007     |
| 2007 | Mata Kimi ni Aeru (また君に会える) –                            | JP2 Gold · (10 Wo.)JP | Erstveröffentlichung: 27. Juni 2007      |
| 2007 | Seinaru Yoru ni/Fuyu Monogatari (聖なる夜に/冬物語) –           | JP2 Gold · (11 Wo.)JP | Erstveröffentlichung: 21. November 2007  |
| 2008 | Deai no Kakera (出会いのかけら) –                               | JP2 Gold · (13 Wo.)JP | Erstveröffentlichung: 23. Januar 2008    |
| 2010 | Nakama (仲間) –                                                 | JP3 (12 Wo.)JP | Erstveröffentlichung: 12. Mai 2010       |
| 2010 | Ofutari Summer (お二人Summer) –                                 | JP3 (7 Wo.)JP | Erstveröffentlichung: 21. Juli 2010      |
| 2010 | Tatakae! Salaryman (闘え!サラリーマン) –                        | JP12 (9 Wo.)JP | Erstveröffentlichung: 17. November 2010  |
| 2011 | Ballad/Kimi to Tsukuru no Mirai (バラード/キミとつくるの未来) – | JP5 (9 Wo.)JP | Erstveröffentlichung: 26. Januar 2011    |
| 2011 | Kodama (こだま) –                                               | JP9 (7 Wo.)JP | Erstveröffentlichung: 8. Juni 2011       |
| 2012 | Love Love Summer –                                              | JP4 Gold (Downloads) · (8 Wo.)JP | Erstveröffentlichung: 11. Juli 2012      |
| 2012 | Moyamoya / Guruguru –                                           | JP10 (5 Wo.)JP | Erstveröffentlichung: 14. November 2012  |
| 2013 | Tsuki to Taiyo (月と太陽) –                                     | JP13 Gold (Downloads) · (9 Wo.)JP | Erstveröffentlichung: 22. Mai 2013       |
| 2014 | Californie (カリフォルニー) –                                   | JP6 Gold (Digital) · (10 Wo.)JP | Erstveröffentlichung: 12. März 2014      |
| 2014 | Rhythm of the Sun –                                             | JP10 (7 Wo.)JP | Erstveröffentlichung: 11. Juni 2014      |
| 2016 | さらば涙/君と出逢って –                                         | JP6 Gold (Digital) · (12 Wo.)JP | Erstveröffentlichung: 16. März 2016      |
| 2016 | 友よ ～ この先もずっと… –                                       | JP12 Platin (Digital) + Platin (Streaming) · (15 Wo.)JP                                                                                        | Erstveröffentlichung: 20. April 2016     |
| 2016 | ヤシの木のように/カラーバリエーション/君との夏 –                | JP13 (6 Wo.)JP | Erstveröffentlichung: 3. August 2016     |
| 2017 | はじまりの予感 –                                                | JP10 (4 Wo.)JP | Erstveröffentlichung: 19. Juli 2017      |
| 2018 | 夏のプリンス/風は吹いている –                                   | JP14 (4 Wo.)JP | Erstveröffentlichung: 8. August 2018     |
| 2020 | スーパースター –                                                | JP18 (3 Wo.)JP | Erstveröffentlichung: 4. November 2020   |
| 2020 | スーパースター/ヨクワラエ –                                     | JP17 (4 Wo.)JP | Erstveröffentlichung: 4. November 2020   |
| 2023 | 夜空を翔ける/自分が思っていたよりも / One step (DVD付) –        | JP5 (6 Wo.)JP | Erstveröffentlichung: 1. Februar 2023    |

### Videoalben
| Jahr | Titel                                                                              | Höchstplatzierung, Gesamtwochen, AuszeichnungChartsChartplatzierungen (Jahr, Titel, Platzierungen, Wochen, Auszeichnungen, Anmerkungen) | Anmerkungen                              |
| Jahr | Titel                                                                              | JP | Anmerkungen                              |
| ---- | ---------------------------------------------------------------------------------- | --- | ---------------------------------------- |
| 2003 | ケツの穴～入門篇～                                                                 | JP11 (120 Wo.)JP | Erstveröffentlichung: 21. Mai 2003       |
| 2004 | ケツの穴～初級篇～                                                                 | JP2 Gold · (86 Wo.)JP | Erstveröffentlichung: 15. September 2004 |
| 2006 | ケツの穴～中級篇～                                                                 | JP1 Gold · (60 Wo.)JP | Erstveröffentlichung: 8. März 2006       |
| 2008 | ケツの穴～上級篇～                                                                 | JP1 Gold · (24 Wo.)JP | Erstveröffentlichung: 17. September 2008 |
| 2011 | ケツの穴～応用篇～                                                                 | JP1 (15 Wo.)JP | Erstveröffentlichung: 9. November 2011   |
| 2011 | ケツの極～MV集～                                                                   | JP2 (29 Wo.)JP | Erstveröffentlichung: 21. Dezember 2011  |
| 2013 | ケツの穴...らへん                                                                  | JP1 (14 Wo.)JP | Erstveröffentlichung: 2. Oktober 2013    |
| 2013 | ダブルス～二人の刑事 DVD-Box                                                       | JP246 (1 Wo.)JP | Erstveröffentlichung: 25. Oktober 2013   |
| 2014 | ベスト ザ・ケツの穴                                                                | JP2 (18 Wo.)JP | Erstveröffentlichung: 10. Dezember 2014  |
| 2015 | ケツの穴...こだわらへん                                                            | JP1 (22 Wo.)JP | Erstveröffentlichung: 21. Oktober 2015   |
| 2016 | 映画 クレヨンしんちゃん 爆睡!ユメミーワールド大突撃                                | JP3 (18 Wo.)JP | Erstveröffentlichung: 4. November 2016   |
| 2016 | 15th Anniversary 「一五の夜」～今夜だけ練乳ぶっかけますか?～                       | JP2 (54 Wo.)JP | Erstveröffentlichung: 30. November 2016  |
| 2017 | ケツの穴...もうひろがらへん                                                        | JP1 (14 Wo.)JP | Erstveröffentlichung: 1. November 2017   |
| 2019 | ケツメイシ Live 2018 お義兄さん!!ライナを嫁にくださいm(_ _)m in メットライフドーム | JP2 (27 Wo.)JP | Erstveröffentlichung: 27. Februar 2019   |
| 2019 | ケツの穴...しまらへん                                                              | JP2 (18 Wo.)JP | Erstveröffentlichung: 2. Oktober 2019    |
| 2021 | フード・ラック!食運                                                                | JP84 (1 Wo.)JP | Erstveröffentlichung: 24. März 2021      |
| 2021 | ケツノストロング(レモン)                                                           | JP1 (18 Wo.)JP | Erstveröffentlichung: 31. März 2021      |
| 2023 | ケツの穴...さだまらへん                                                            | JP1 (19 Wo.)JP | Erstveröffentlichung: 1. Februar 2023    |
| 2023 | KTM リクエストライブ【ケツメ兄さん達と一緒に歌おう2023】                           | JP3 (40 Wo.)JP | Erstveröffentlichung: 20. Dezember 2023  |